# Neobisium gomezi
Espèce
Neobisium gomezi est une espèce de pseudoscorpions de la famille des Neobisiidae.

## Distribution
Cette espèce est endémique de Nouvelle-Aquitaine en France. Elle se rencontre dans les Pyrénées-Atlantiques à Sainte-Engrâce dans la Grotte d'Arphidia.

## Description
Le mâle holotype mesure 2,900 mm.

## Étymologie
Cette espèce est nommée en l'honneur de Ruben Gomez.

## Publication originale
- Heurtault, 1979 : Le sous-genre Ommatoblothrus en France (Pseudoscorpiones, Neobisiidae). Revue Arachnologique, vol. 2, no 5, p. 231-238.